# Pedak
Pedak is een bestuurslaag in het regentschap Rembang van de provincie Midden-Java, Indonesië. Pedak telt 1923 inwoners (volkstelling 2010).